# Geometrijska konstrukcija
Geometríjska konstrúkcija je risanje geometrijskih likov z največjo možno točnostjo. 
Pri geometijskih konstrukcijah uporabljamo samo točno določeno geometrijsko orodje in samo postopke, ki so v načelu povsem točni. Postopki, ki temeljijo na metodi približkov, niso dovoljeni.

## Konstrukcije z ravnilom in šestilom
Najpogostejši način konstruiranja je konstruiranje z (neoznačenim) ravnilom in šestilom.
- ravnilo pri tem pomeni idealizirano pripavo za risanje popolnoma ravnih črt (daljic, premic) poljubne dolžine. Ravnilo pri tem nima oznak za dolžinske enote.
- šestilo je pri tem mišljeno kot idealizirano orodje, ki lahko nariše popolno krožnico s poljubnim polmerom.

Osnovni postopki, ki jih z (neoznačenim) ravnilom in šestilom:
- Narišemo lahko ravno črto skozi dve dani točki.
- Narišemo lahko krožnico (ali tudi njen del - krožni lok) s središčem v dani točki.
- Narišemo lahko novo točko, ki jo dobimo kot presečišče dveh že prej narisanih črt (daljic ali krožnih lokov).

Starogrški matematiki so konstrukcije z ravnilom in šestilom zelo spoštovali, saj so imeli samo takšne konstrukcije za res točne. Zato so poskušali rešiti kar čim več geometrijskih problemov s tem orodjem. Verjetno je takšne konstrukcije vpeljal Oinopid. Odkrili so le tri pomembnejše naloge, ki jih z ravnilom in šestilom niso znali konstruirati. Šele v 19. stoletju so matematiki dokazali, da se teh treh nalog dejansko ne da rešiti samo z ravnilom in šestilom. Ti trije klasični problemi so:
- kvadratura kroga: Kako konstruirati kvadrat, ki ima enako ploščino kot dani krog?
- tretjinjenje kota (trisekcija kota): Kako konstruirati kot, ki meri točno tretjino danega kota?
- podvojitev kocke: Kako konstruirati rob kocke, ki ima dvakrat večjo prostornino kot dana kocka (kocka z danim robom)?

Mohr-Mascheronijev izrek zagotavlja, da lahko vse konstrukcije, ki se jih da izvesti z ravnilom in šestilom, narišemo tudi samo s šestilom (brez ravnila seveda ne moremo risati ravnih črt, lahko pa točno konstruiramo vse ustrezne točke).

## Konstrukcije z drugim orodjem
Risanje vzporednic z ravnilom in šestilom je precej zamudno, zato so risarji že zdavnaj odkrili različne metode za poenostavljeno risanje vzporednic z dodatnimi orodji:
- Dva trikotnika: Prvi trikotnik fiksiramo, z drugim pa drsimo ob prvem in tako dobimo vzporednice.
- Priložno ravnilo: Ravnilo v obliki črke T lahko pomikamo ob robu risalne deske in rišemo vzporednice.
- Ravnilo s kolesci: Ravnilo ima dve enako veliki kolesci na isti osi. Če ga pomikamo po papirju tako, da kolesci ne drsita, lahko rišemo vzporednice.
- Risalna miza s pantografsko ročico: pantografski mehanizem poskrbi za to, da so narisane črte vzporedne.

Ob koncu 20. stoletja so učenci in učitelji v šolah začeli uporabljati tako imenovani geotrikotnik, ki omogoča lažje risanje vzporednic in pravokotnic, pa tudi merjenje kotov, ker ima vgrajen kotomer. Geotrikotnik je postal hitro zelo priljubljen, saj je (v primerjavi z zgoraj naštetimi orodji) zelo majhen in priročen.